# نائومی بکر
نائومی بکر (انگلیسی: Naomi Bakr؛ زادهٔ ۳ اوت ۱۹۹۴) بازیکن فوتبال اهل ایالات متحده آمریکا است.
وی همچنین در تیم ملی فوتبال Egypt بازی کرده‌است.